# Plantago caffra
Plantago caffra är en grobladsväxtart som beskrevs av Joseph Decaisne. Plantago caffra ingår i släktet kämpar, och familjen grobladsväxter. Inga underarter finns listade i Catalogue of Life.